# Cantó de Saint-Galmier
El cantó de Saint-Galmier era una divisió administrativa francesa del departament del Loira, situat al districte de Montbrison. Comptava 11 municipis i el cap era Saint-Galmier. Va desaparèixer el 2015.

## Municipis
- Andrézieux-Bouthéon
- Aveizieux
- Bellegarde-en-Forez
- Chambœuf
- Cuzieu
- Montrond-les-Bains
- Rivas
- Saint-André-le-Puy
- Saint-Bonnet-les-Oules
- Saint-Galmier
- Veauche

## Història
| Data d'elecció                           | Identitat        | Partit                     | Qualitat |
| ---------------------------------------- | ---------------- | -------------------------- | -------- |
| 1945-1951                                | Antoine Ravel    | Radical                    |          |
| 1951-1972                                | Émile Pelletier  | Divers droite              |          |
| 1972-1994                                | Henri Bayard     | RI, després UDF            |          |
| 1994-1995                                | François Mazoyer | Divers droite              |          |
| 1985-2013                                | Paul Salen       | Divers droite, després UMP |          |
| 2013-2015                                | Michèle Maras    | UMP                        |          |
| les dades anteriors no són pas conegudes |                  |                            |          |
|                                          |                  |                            |          |

## Demografia
| A partir de 1990: Població sense dobles comptes |